# Ludwig von Zanth
Karl Ludwig Wilhelm von Zanth est un architecte, théoricien de l'architecture et aquarelliste allemand, né à Breslau le 6 août 1796 et décédé le 7 octobre 1857 à Stuttgart.

## La Wilhelma

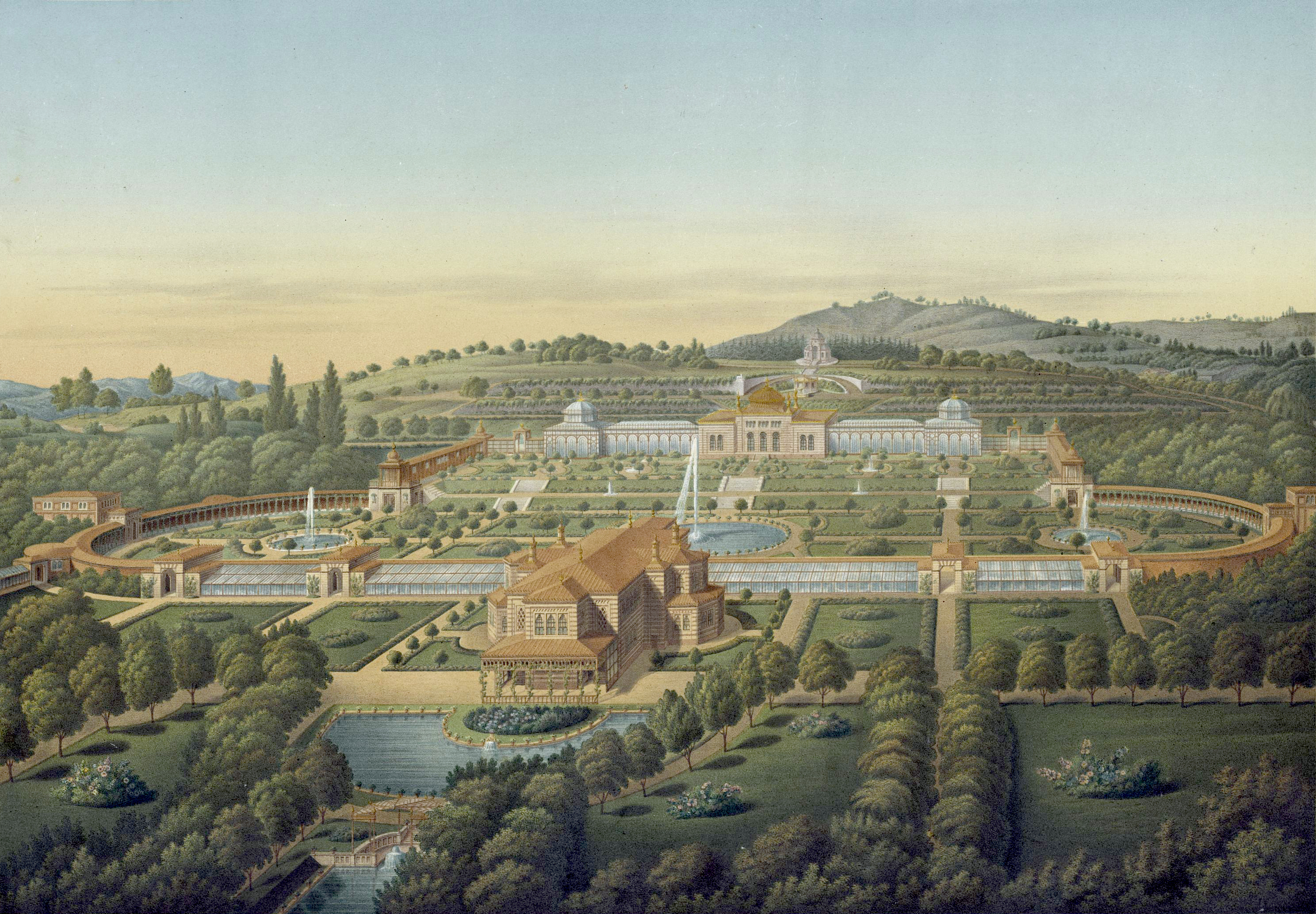
Vue d'ensemble de la résidence royale de la Wilhelma par Zanth, 1855

Zanth est célèbre notamment pour avoir conçu les plans et veillé à la réalisation de la résidence royale d'été de la Wilhelma pour le roi Guillaume Ier de Wurtemberg. La simple « maison de bain » commandée en 1837 pour être une annexe du parc de Rosenstein, entourant le château du même nom (de), devient progressivement un ensemble plus ambitieux de bâtiments de style mauresque entouré d'un jardin paysager dont la construction est entreprise par l'architecte en 1842. En partie ravagés par un bombardement durant la Seconde Guerre mondiale, il reste toutefois des témoignages de ses réalisations inspirées par ses voyages, notamment à l'Alhambra de Grenade en Espagne, et par la mode orientaliste de l'époque. Ce lieu est devenu au XXe siècle un jardin zoologique et botanique.

## Ouvrages

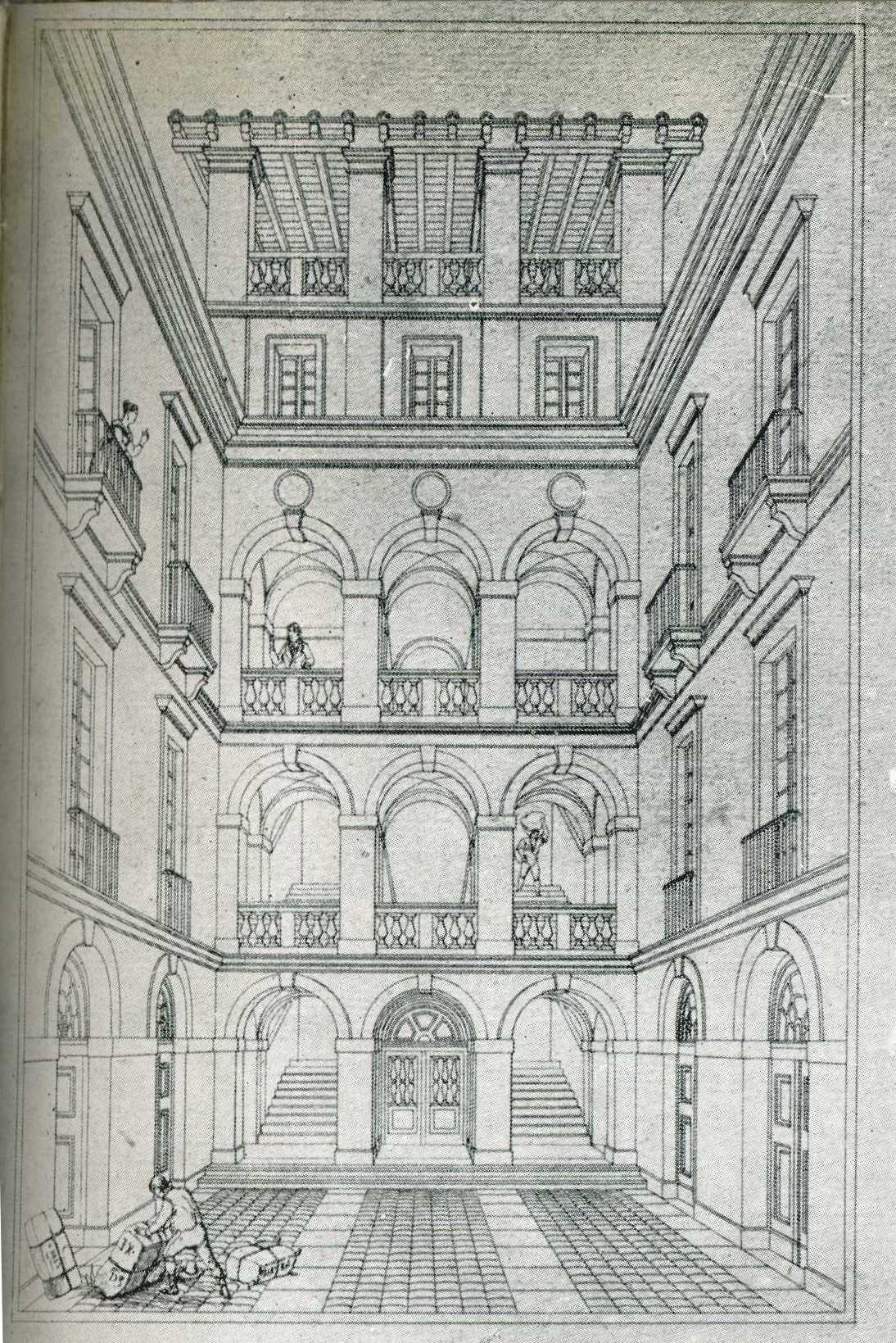
Relevé d'architecture dessiné par Zanth à Messine (Italie).

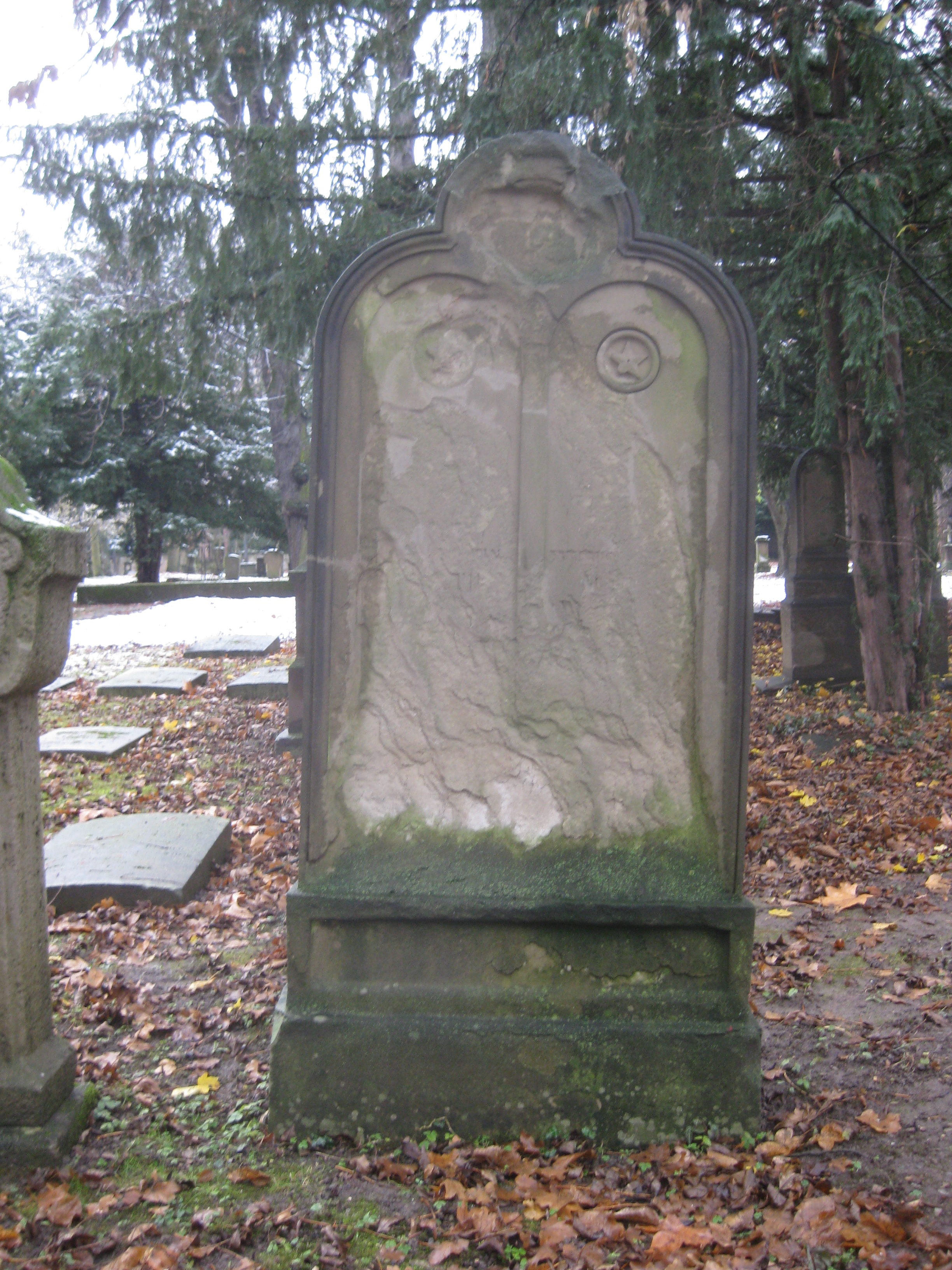
Tombe de Zanth à Stuttgart.

- Jacques Ignace Hittorff, Ludwig Zanth : Architecture antique de la Sicile ou Recueil des plus intéressants monuments d'architecture des villes et des lieux les plus remarquables de la Sicile ancienne, mesurés et dessinés par J. Hittorff et L. Zanth. Paris [1827][2].
- Jacques Ignace Hittorff, Ludwig Zanth : Architecture moderne de la Sicile ou Recueil des plus beaux monuments religieux et des édifices publics et particuliers les plus remarquables de la Sicile, mesurés et dessinés par J. J. Hittorf et L. Zanth Architectes. Paris 1835.
- Jacques Ignace Hittorff, Ludwig Zanth, Charles Hittorff : Architecture antique de la Sicile. Recueil des monuments de Ségeste et de Sélinonte, mesurés et dessinés par J.-I. Hittorff & L. Zanth, Texte avec un atlas de 89 planches. Paris 1870 [3]
- Ludwig von Zanth : (de) Die Wilhelma. Maurische Villa Seiner Majestät des Königes Wilhelm von Württemberg. Entworfen und ausgeführt von Ludwig von Zanth. Autenrieth'sche Kunsthandlung, Stuttgart 1855-1856 (Réimprimé à Stuttgart en 1987)